# Белци не умеју да скачу
Белци не умеју да скачу (енгл. White Men Can't Jump) је филм из 1992. године.

## Радња
Били Хојл је преварант који зарађује на уличним кошаркашким утакмицама. Знајући колико су уображени играчи на тим утакмицама, Били своје жртве мами тврдњом да белци не умеју да играју добро колико црнци. Међутим, противничка екипа врло брзо схвата да то и није баш тако. Једна од његових жртава, Сидни Дин, у Билијевој шеми види место за себе.
Он постаје његов менаџер и преварама издржава своју породицу. Али, његова жена није одушевљена начином на који Сидни зарађује новац. За разлику од ње, Билијева девојка Глорија, показује више толеранције.

## Улоге
| Глумац              | Улога               |
| ------------------- | ------------------- |
| Весли Снајпс        | Сидни Дин           |
| Вуди Харелсон       | Били Хојл           |
| Роузи Перез         | Глорија Клементе    |
| Тајра Ферел         | Ронда Дин           |
| Силк Козарт         | Роберт              |
| Кадим Хардисон      | Џуниор              |
| Ернест Харден млађи | Џорџ                |
| Џон Маршал Џоунс    | Волтер              |
| Маркес Џонсон       | Рејмонд             |
| Дејвид Роберсон     | Ти-Џеј              |
| Кевин Бентон        | Зик                 |
| Најџел Мигел        | Двајт „Флајт” Макги |
| Двејн Мартин        | Вили Луис           |

## Зарада
- Зарада у САД - 76.253.806 $
- Зарада у иностранству - 14.500.000 $
- Зарада у свету - 90.753.806 $